# Alison Thornton
Alison Thornton, née le 14 août 1999 à Vancouver (Canada), est une actrice américano-canadienne connue pour ses rôles de Zooey Hernandez Frumpkis dans Girlfriends' Guide to Divorce et Lydia Spring dans Dirk Gently, détective holistique.

## Filmographie

### Cinéma
- 2022 : Run & Gun de Christopher Borrelli : Tara
- 2022 : Girl Gone Bad de Kevin Schultz : Samantha
- 2023 : The Mental State de James Camali : Bethany Forrest

### Télévision
- 2014 : The 100 : Tris (saison 1, épisode 11)
- 2015 - 2018 : Girlfriends' Guide to Divorce : Zooey Hernandez Frumpkis
- 2016 : Dirk Gently, détective holistique : Lydia Spring[1]
- 2017 : Supergirl : Jeune fille (saison 3, épisode 9)
- 2019 - 2020 : Dare Me : Tacy Cassidy[2]
- 2021 : New York, unité spéciale (saison 23, épisode 8) : Victoria "Tori" Warshofsky
- 2021 - 2023 : Nancy Drew : Birdie (3 épisodes)
- 2023 : FBI: Most Wanted : Ruthie Denham (saison 4, épisode 9)
- 2023 : School Spirits : Chloe
- 2023 : The Rookie : Le Flic de Los Angeles : Dara Tesca (saison 5, épisode 20)
- 2023 : Creepshow : Shelby (saison 4, épisode 6)
- 2023 : Code Quantum : Carrie Baker (saison 2, épisode 3)
- 2024 : Wild Cards : Brittany (saison 1, épisode 7)
- 2024 : Tracker : Emmaline Trace (saison 2, épisode 5)
- 2026 : Carrie : Chris Hargensen

#### Téléfilms
- 2013 : Un millier de flocons : Angeline Bennett
- 2014 : Les Lumières de Noël : Charlotte Spehn
- 2022 : Caught in His Web : Emma